# George Cafego
College Football Hall of Fame 1969
George Cafego, né le 8 août 1915 à Whipple, en Virginie-Occidentale et mort le 9 février 1998 à Knoxville, dans le Tennessee, est un Américain, joueur professionnel de football américain et entraîneur de football américain et de baseball. Il joue au football américain universitaire pour les Volunteers de  l'université du Tennessee, et professionnellement dans la National Football League (NFL) avec les Dodgers de Brooklyn, les Redskins de Washington et les Yanks de Boston. Il est entraîneur-chef de baseball à l'université du Wyoming en 1950 et à son alma mater, au Tennessee, de 1958 à 1962. Cafego est intronisé au College Football Hall of Fame en tant que joueur en 1969.

## Carrière au lycée et universitaire
Né dans la région rurale de Whipple, en Virginie occidentale, Cafego fréquente l'école secondaire Oak Hill, située à proximité. Il va à l'université du Tennessee et y joue pour les Volunteers en tant que halfback sous la direction de l'entraîneur Robert Neyland (en). Pendant son séjour, il obtient des honneurs d'équipes universitaires de 1937 à 1939 et compile un total de 2 139 yards et deux sélections pour l'équipe All-America. Il est également finaliste pour le trophée Heisman. En plus de courir et de passer le ballon, Cafego a également servi de punter et de retour de kickoff, excellant dans les deux cas. Au Tennessee, son surnom était « Bad News ». En deuxième année, sa première année dans l'équipe, il montre déjà des signes de succès, attirant l'attention de nombreux experts.

## Carrière professionnelle
Cafego est sélectionné par les Cardinals de Chicago comme le choix numéro un de la draft 1940 de la NFL (en),. Il joue finalement pour les Dodgers de Brooklyn. Après avoir joué une saison, sa carrière est interrompue par un bref passage dans l'armée pendant la Seconde Guerre mondiale. Pendant cette période, il participe à plusieurs matchs pour les Newport News Builders de la Dixie League (en). De retour chez les Dodgers en 1943, il est échangé avec les Redskins de Washington après cinq matchs peu spectaculaires. Pendant les saisons 1944 et 1945, Cafego joue pour les Yanks de Boston avant de prendre sa retraite.

## Carrière d'entraîneur
Une fois sa carrière de joueur terminée, Cafego est entraîneur adjoint aux Cowboys du Wyoming, aux Paladins de Furman (en), aux Razorbacks de l'Arkansas, et pendant 30 ans à son alma mater, aux Volunteers du Tennessee, sous la direction de six différents entraîneurs en chef au cours de sa carrière d'entraîneur de l'UT. Il est également l'entraîneur-chef de l'équipe de baseball des Volunteers de 1958 à 1962. Il prend sa retraite de l'entraînement après la saison 1984.

## Mort
Cafego est mort à Knoxville, dans le Tennessee, à l'âge de 82 ans et est enterré dans le comté de Fayette, en Virginie occidentale.

## Statistiques NFL

### Saison régulière
| Année               | Équipe                 | MJ                  |     | Courses | Courses | Courses | Courses |       | Passes réceptionnées | Passes réceptionnées | Passes réceptionnées | Passes réceptionnées |
| Année               | Équipe                 | MJ                  | Nb. | Yards   | Moy.    | TD      | Nb.     | Yards | Moy.                 | TD                   |                      |                      |
| 1940                | Dodgers de Brooklyn    | 10                  | 41  | 109     | 2,7     | 0       | 9       | 105   | 11,7                 | 0                    |                      |                      |
| 1943                | Dodgers de Brooklyn    | 5                   | 19  | -46     | -2,4    | 0       | -       | -     | -                    | -                    |                      |                      |
| 1943                | Redskins de Washington | 4                   | 15  | 34      | 2,3     | 0       | -       | -     | -                    | -                    |                      |                      |
| 1944                | Yanks de Boston        | 9                   | 61  | 31      | 0,5     | 1       | 2       | 8     | 4,0                  | 0                    |                      |                      |
| 1945                | Yanks de Boston        | 7                   | 19  | -51     | -2,7    | 0       | 2       | 20    | 10,0                 | 0                    |                      |                      |
| Totaux aux Dodgers  | Totaux aux Dodgers     | Totaux aux Dodgers  | 60  | 63      | 1,1     | 0       | 9       | 105   | 11,7                 | 0                    |                      |                      |
| Totaux aux Redskins | Totaux aux Redskins    | Totaux aux Redskins | 15  | 34      | 2,3     | 0       | -       | -     | -                    | -                    |                      |                      |
| Totaux aux Yanks    | Totaux aux Yanks       | Totaux aux Yanks    | 80  | -20     | -0,3    | 1       | 4       | 28    | 7,0                  | 0                    |                      |                      |
| Totaux en NFL       | Totaux en NFL          | Totaux en NFL       | 155 | 77      | 0,5     | 1       | 13      | 133   | 10,2                 | 0                    |                      |                      |

| Année               | Équipe                 | MJ                  |         | Passes   | Passes | Passes | Passes | Passes | Passes | Passes  |       | Courses | Courses | Courses | Courses |
| Année               | Équipe                 | MJ                  | Tentées | Réussies | Pct.   | Yards  | TD     | Int.   | Éval.  | Tentées | Yards | Moy.    | TD      |         |         |
| 1940                | Dodgers de Brooklyn    | 10                  | 17      | 7        | 41,2   | 105    | 1      | 2      | 42,2   | -       | -     | -       | -       |         |         |
| 1943                | Dodgers de Brooklyn    | 5                   | 36      | 17       | 47,2   | 209    | 0      | 3      | 30,9   | -       | -     | -       | -       |         |         |
| 1943                | Redskins de Washington | 4                   | 9       | 5        | 55,6   | 49     | 1      | 0      | 108,1  | -       | -     | -       | -       |         |         |
| 1944                | Yanks de Boston        | 9                   | 73      | 35       | 47,9   | 454    | 3      | 7      | 42,1   | -       | -     | -       | -       |         |         |
| 1945                | Yanks de Boston        | 7                   | 26      | 13       | 50,0   | 149    | 0      | 4      | 28,0   | -       | -     | -       | -       |         |         |
| Totaux aux Dodgers  | Totaux aux Dodgers     | Totaux aux Dodgers  | 53      | 24       | 45,3   | 314    | 1      | 5      | 31,5   | -       | -     | -       | -       |         |         |
| Totaux aux Redskins | Totaux aux Redskins    | Totaux aux Redskins | 9       | 5        | 55,6   | 49     | 1      | 0      | 108,1  | -       | -     | -       | -       |         |         |
| Totaux aux Yanks    | Totaux aux Yanks       | Totaux aux Yanks    | 99      | 48       | 48,5   | 603    | 3      | 11     | 38,4   | -       | -     | -       | -       |         |         |
| Totaux en NFL       | Totaux en NFL          | Totaux en NFL       | 161     | 77       | 47,8   | 966    | 5      | 16     | 37,7   | -       | -     | -       | -       |         |         |

| Année               | Équipe                 | MJ                  |        | Punt  | Punt | Punt |
| Année               | Équipe                 | MJ                  | Tentés | Yards | Moy. |      |
| 1940                | Dodgers de Brooklyn    | 10                  | 1      | 18    | 18,0 |      |
| 1943                | Dodgers de Brooklyn    | 5                   | 10     | 307   | 30,7 |      |
| 1943                | Redskins de Washington | 4                   | 11     | 412   | 37,5 |      |
| 1944                | Yanks de Boston        | 9                   | 16     | 582   | 36,4 |      |
| 1945                | Yanks de Boston        | 7                   | 6      | 213   | 35,5 |      |
| Totaux aux Dodgers  | Totaux aux Dodgers     | Totaux aux Dodgers  | 11     | 325   | 29,5 |      |
| Totaux aux Redskins | Totaux aux Redskins    | Totaux aux Redskins | 11     | 412   | 37,5 |      |
| Totaux aux Yanks    | Totaux aux Yanks       | Totaux aux Yanks    | 22     | 795   | 36,1 |      |
| Totaux en NFL       | Totaux en NFL          | Totaux en NFL       | 44     | 1 532 | 34,8 |      |

| Saison              | Équipe                 |     | MJ |     | Retours de kickoffs | Retours de kickoffs | Retours de kickoffs | Retours de kickoffs |      | Retours de punts | Retours de punts | Retours de punts | Retours de punts |
| Saison              | Équipe                 | Ten | MJ | Yds | Moy                 | TD                  | Ten                 | Yds                 | Moy  | TD               |                  |                  |                  |
| 1940                | Dodgers de Brooklyn    | 10  | -  | -   | -                   | -                   | -                   | -                   | -    | -                |                  |                  |                  |
| 1943                | Dodgers de Brooklyn    | 5   | 6  | 134 | 22,3                | 0                   | 2                   | 12                  | 6,0  | 0                |                  |                  |                  |
| 1943                | Redskins de Washington | 4   | 3  | 84  | 28,0                | 0                   | 4                   | 40                  | 10,0 | 0                |                  |                  |                  |
| 1944                | Yanks de Boston        | 9   | 3  | 48  | 16,0                | 0                   | 4                   | 49                  | 12,3 | 0                |                  |                  |                  |
| 1945                | Yanks de Boston        | 7   | 2  | 47  | 23,5                | 0                   | 1                   | 0                   | 0    | 0                |                  |                  |                  |
| Totaux aux Dodgers  | Totaux aux Dodgers     | 15  | 6  | 134 | 22,3                | 0                   | 2                   | 12                  | 6,0  | 0                |                  |                  |                  |
| Totaux aux Redskins | Totaux aux Redskins    | 4   | 3  | 84  | 28,0                | 0                   | 4                   | 40                  | 10,0 | 0                |                  |                  |                  |
| Totaux aux Yanks    | Totaux aux Yanks       | 16  | 5  | 95  | 19,0                | 0                   | 5                   | 49                  | 9,8  | 0                |                  |                  |                  |
| Totaux en NFL       | Totaux en NFL          | 35  | 14 | 313 | 22,4                | 0                   | 11                  | 101                 | 9,2  | 0                |                  |                  |                  |

### Playoffs
| Année         | Équipe                 | MJ            |     | Courses | Courses | Courses | Courses |       | Passes réceptionnées | Passes réceptionnées | Passes réceptionnées | Passes réceptionnées |
| Année         | Équipe                 | MJ            | Nb. | Yards   | Moy.    | TD      | Nb.     | Yards | Moy.                 | TD                   |                      |                      |
| 1943          | Redskins de Washington | 2             | 6   | -11     | -1,8    | 0       | -       | -     | -                    | -                    |                      |                      |
| Totaux en NFL | Totaux en NFL          | Totaux en NFL | 6   | -11     | -1,8    | 0       | -       | -     | -                    | -                    |                      |                      |

| Année         | Équipe                 | MJ            |         | Passes   | Passes | Passes | Passes | Passes | Passes | Passes  |       | Courses | Courses | Courses | Courses |
| Année         | Équipe                 | MJ            | Tentées | Réussies | Pct.   | Yards  | TD     | Int.   | Éval.  | Tentées | Yards | Moy.    | TD      |         |         |
| 1943          | Redskins de Washington | 2             | 12      | 3        | 25,0   | 76     | 0      | 3      | 13,9   | -       | -     | -       | -       |         |         |
| Totaux en NFL | Totaux en NFL          | Totaux en NFL | 12      | 3        | 25,0   | 76     | 0      | 3      | 13,9   | -       | -     | -       | -       |         |         |

| Saison        | Équipe                 |     | MJ |     | Retours de punts | Retours de punts | Retours de punts | Retours de punts |
| Saison        | Équipe                 | Ten | MJ | Yds | Moy              | TD               |                  |                  |
| 1943          | Redskins de Washington | 2   | 2  | 26  | 13,0             | 0                |                  |                  |
| Totaux en NFL | Totaux en NFL          | 2   | 2  | 26  | 13,0             | 0                |                  |                  |